# ليني فيرنانديز كويلو
ليني فيرنانديز كويلو (بالبرتغالية: Lenny Fernandes Coelho‏) (23 مارس 1988 في ريو دي جانيرو في البرازيل – )؛ هو لاعب كرة قدم كان يلعب كمهاجم.

## وصلات خارجية
- ليني فيرنانديز كويلو على موقع قاعدة بيانات كرة القدم.إي يو (الإنجليزية)
- ليني فيرنانديز كويلو على موقع Soccerway.com (الإنجليزية)
- ليني فيرنانديز كويلو على موقع عالم كرة القدم.نت (الإنجليزية)